# San Gabriel (góry)
Góry San Gabriel – pasmo górskie w Ameryce Północnej, na obszarze Stanów Zjednoczonych w Kalifornii, położone równoleżnikowo, oddzielające obszar metropolitarny Los Angeles od pustyni Mojave. Najwyższym szczytem jest Mount San Antonio (nazywany częściej Mount Baldy), który ma 3067 m n.p.m. 
Pasmo przecina malownicza droga Angeles Crest Highway. Zimą góry San Gabriel są miejscem uprawiania sportów zimowych, do najważniejszych ośrodków należą Mountain High i Mt. Baldy. W pobliżu Mt. Baldy znajduje się także centrum Zen, w którym przebywał Leonard Cohen. Atrakcją turystyczną jest również obserwatorium astronomiczne, które znajduje się na Mount Wilson (1742 m n.p.m.). 